# Fortaleza de Samuel (Ohrid)
La fortaleza de Samuel es una fortaleza en la antigua ciudad de Ohrid, Macedonia del Norte. Fue la capital del Primer Imperio búlgaro durante el gobierno de Samuel de Bulgaria en el siglo x. Hoy en día, este monumento histórico es una importante atracción turística y fue restaurado en 2003.
Según las recientes excavaciones por arqueólogos macedonios, se afirma que esta fortaleza fue construida en el lugar de una fortificación anterior, que data del siglo IV a. C., que fue construida probablemente por el rey Filipo II de Macedonia.

## Galería

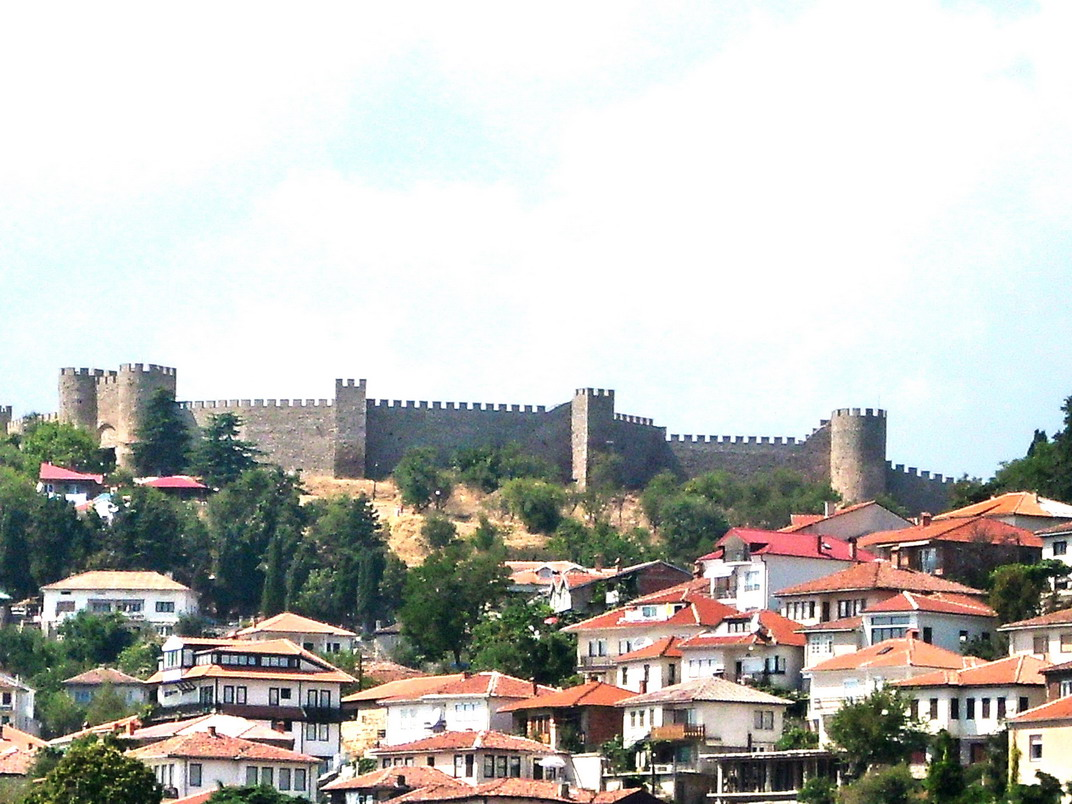
La Fortaleza de Samuel sobre la ciudad antigua en Ohrid
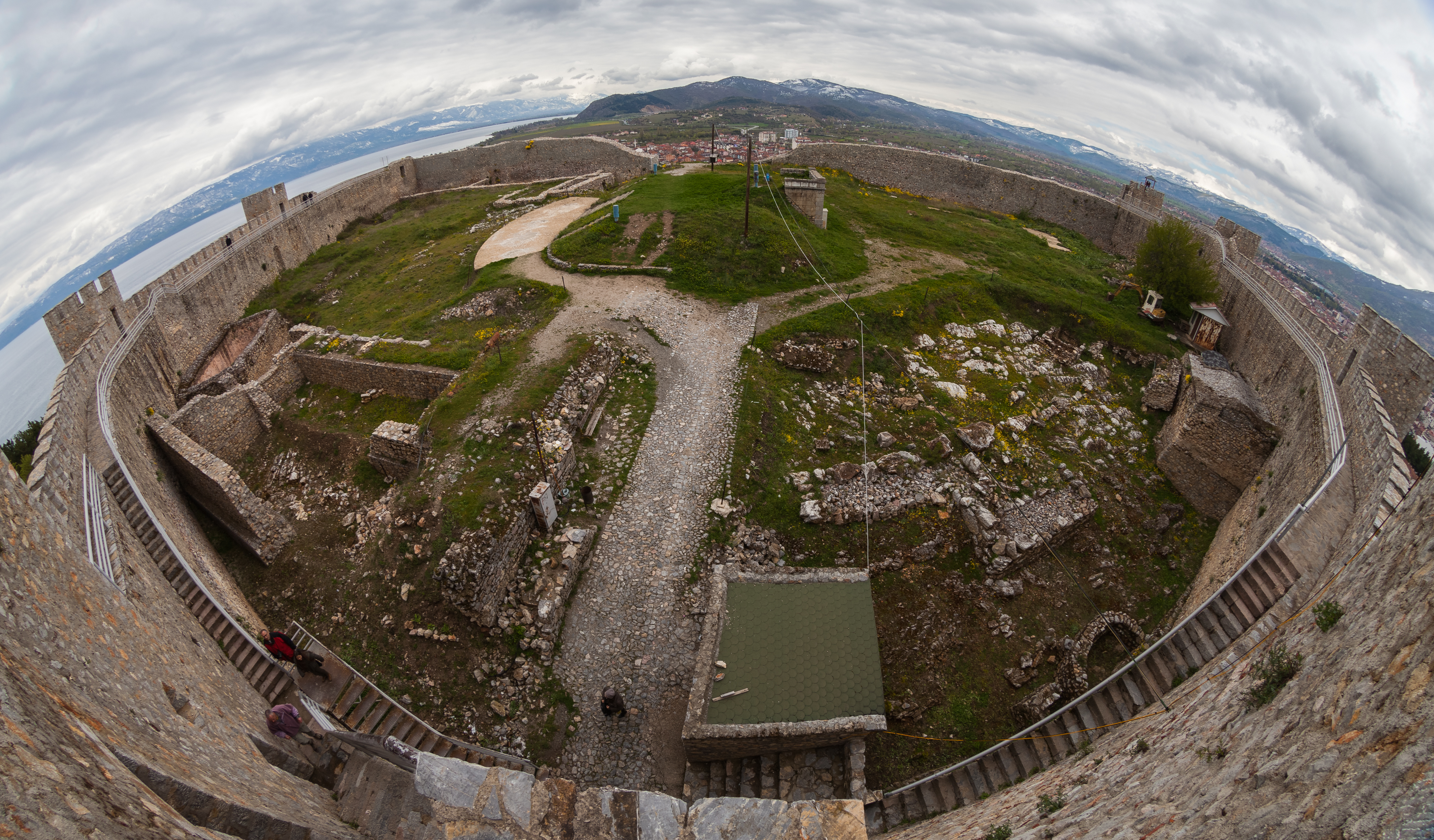
Interior de la fortaleza
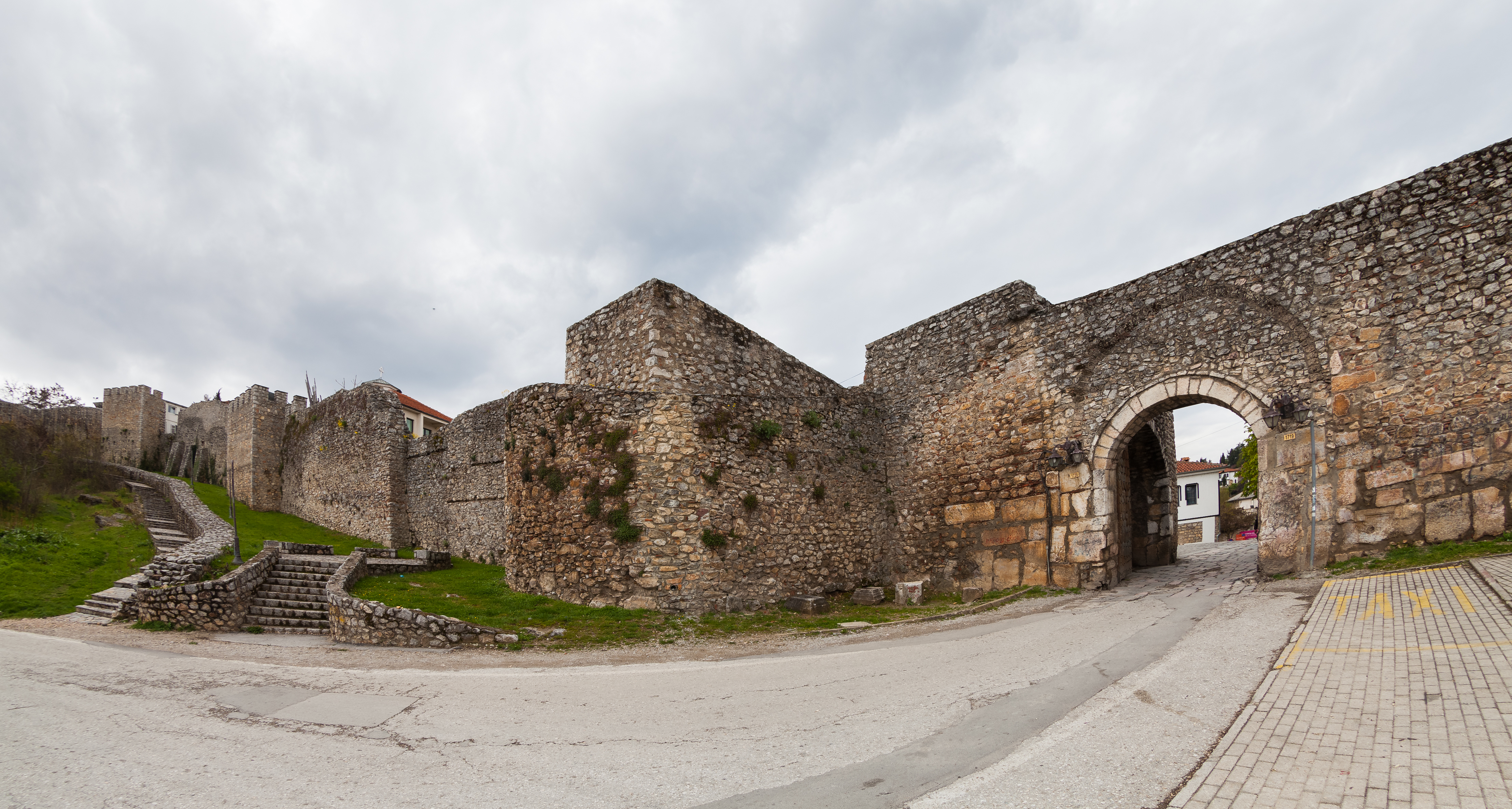
Puerta principal de la fortaleza
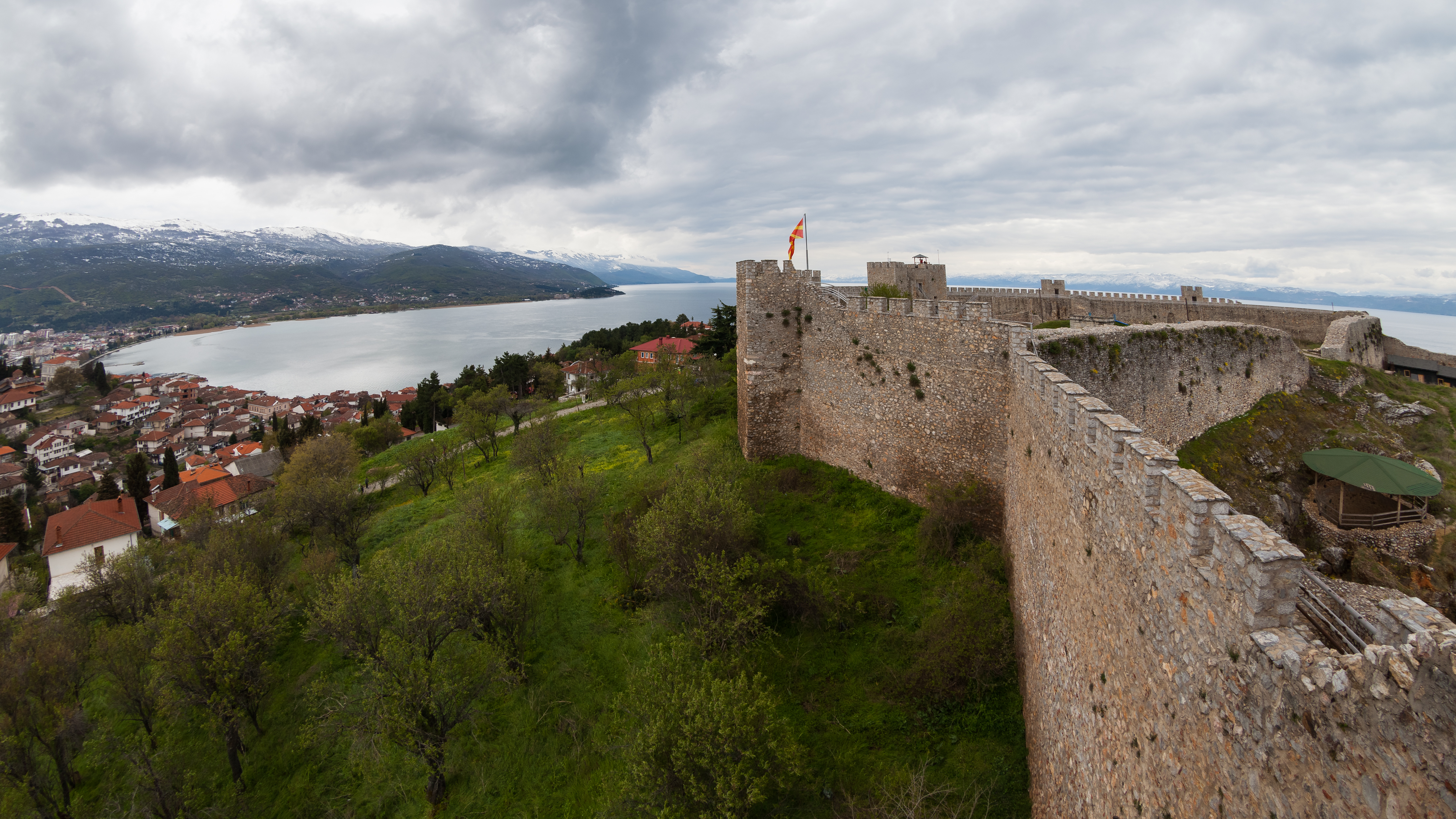
Vista del lago desde la fortaleza
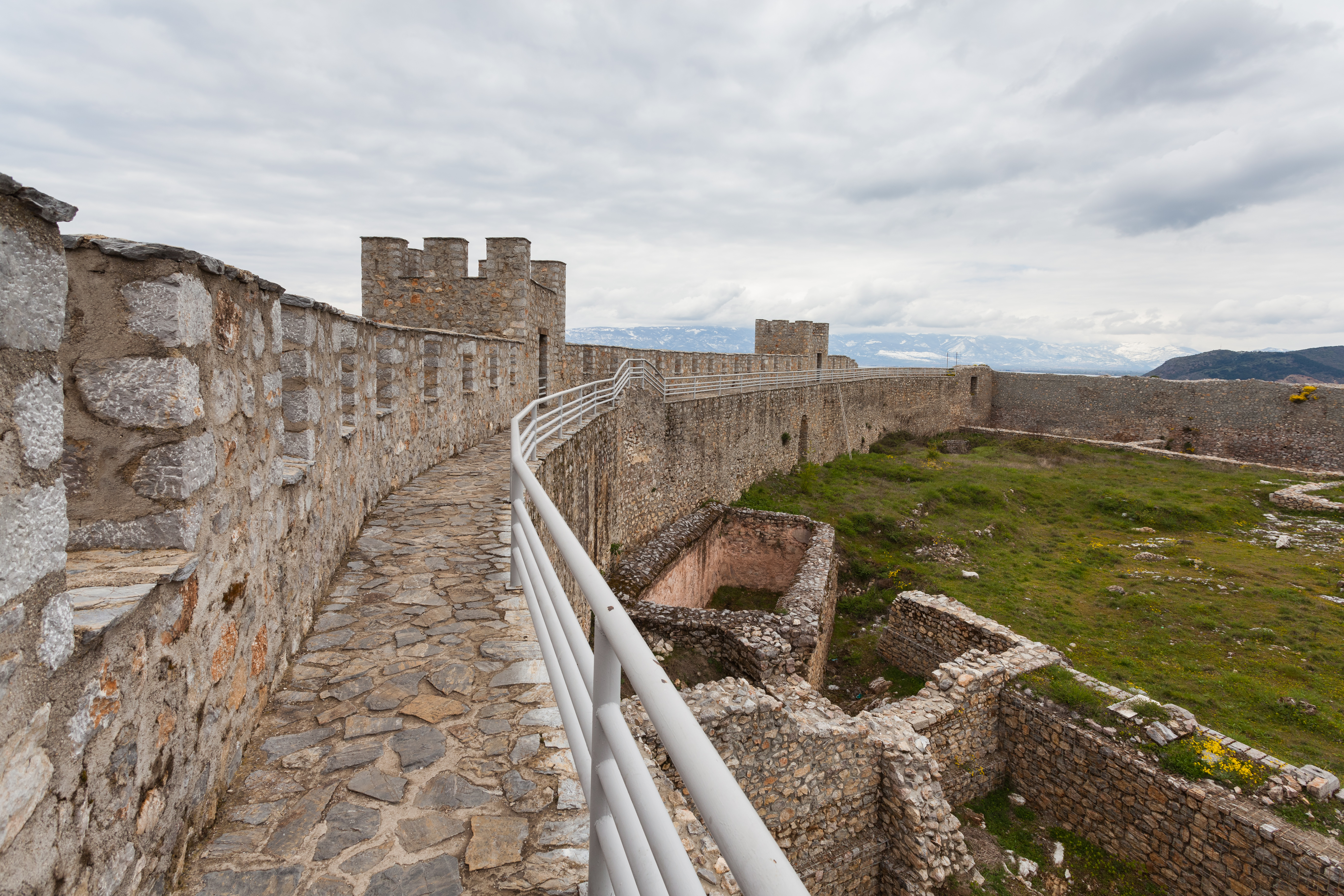
Muralla
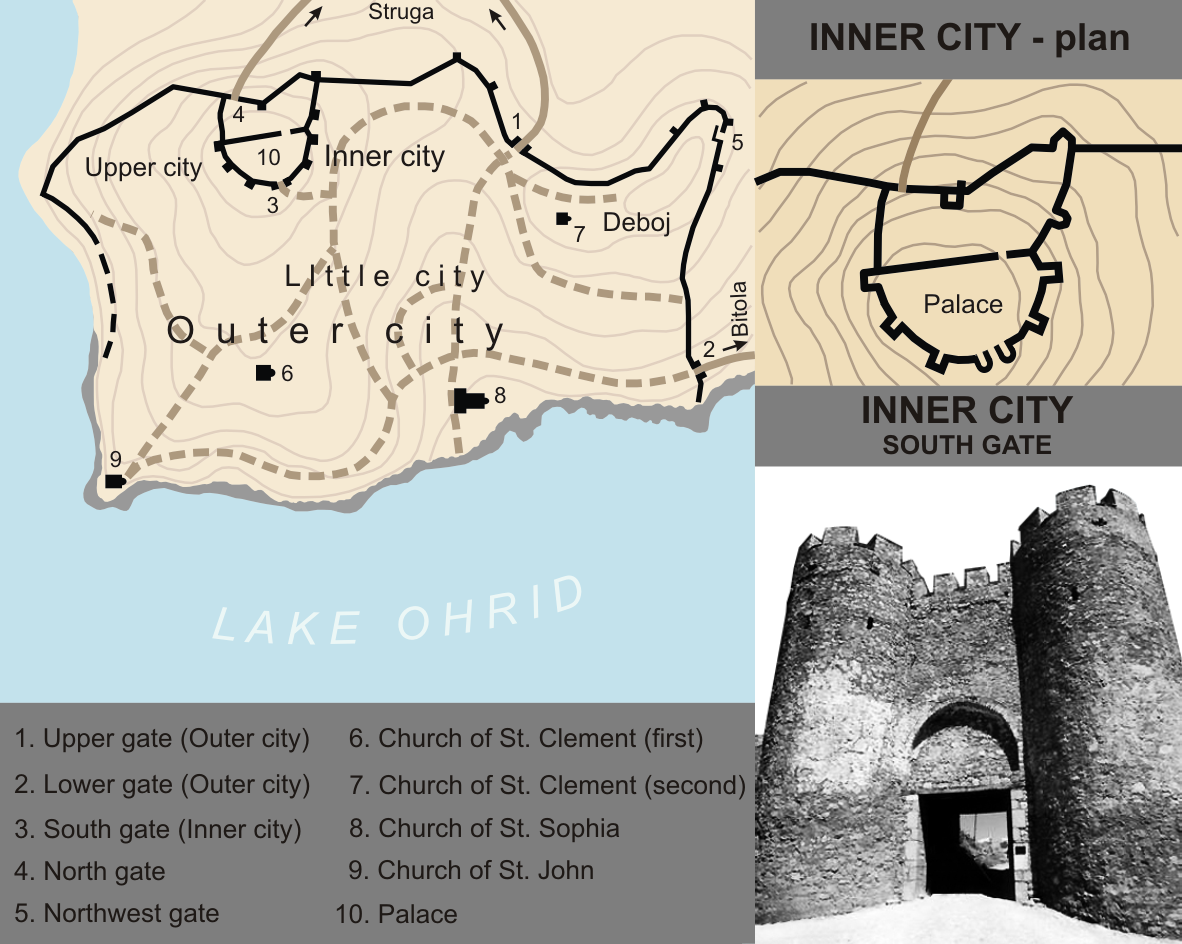
Mapa de la Fortaleza de Samuel